# Гибсон, Вайолет
Вайолет Альбина Гибсон (англ. Violet Albina Gibson; 31 августа 1876, Дублин, Великобритания — 2 мая 1956, Нортгемптон) — ирландка, которая в 1926 году пыталась застрелить Бенито Муссолини. После этого она была помещена в психиатрическую больницу, где провела всю оставшуюся жизнь.

## Биография
Вайолет Альбина Гибсон родилась в 1876 году в семье ирландского юриста и политика Эдварда Гибсона. В 1885 году он получил титул барона Ашборна. Вайолет росла в Дублине и Лондоне. В 18-летнем возрасте она была представлена как дебютантка при дворе королевы Виктории. Отец Вайолет был протестантом, мать придерживалась христианской науки. Вайолет интересовалась теософским учением Елены Блаватской, а в 1902 году приняла католичество, что ухудшило её отношения с отцом.
Вайолет Гибсон была помолвлена с художником в 32-летнем возрасте, однако он скончался до свадьбы. Гибсон страдала от проблем со здоровьем в течение многих лет. Она перенесла скарлатину, перитонит, плеврит и краснуху. Она также стала чрезвычайно религиозной и поддерживала пацифистские организации в Париже. В 1922 году у нее случился нервный срыв, после чего её поместили в психиатрическую больницу на два года. В начале 1925 года она попыталась совершить самоубийство, выстрелив себе в грудь.

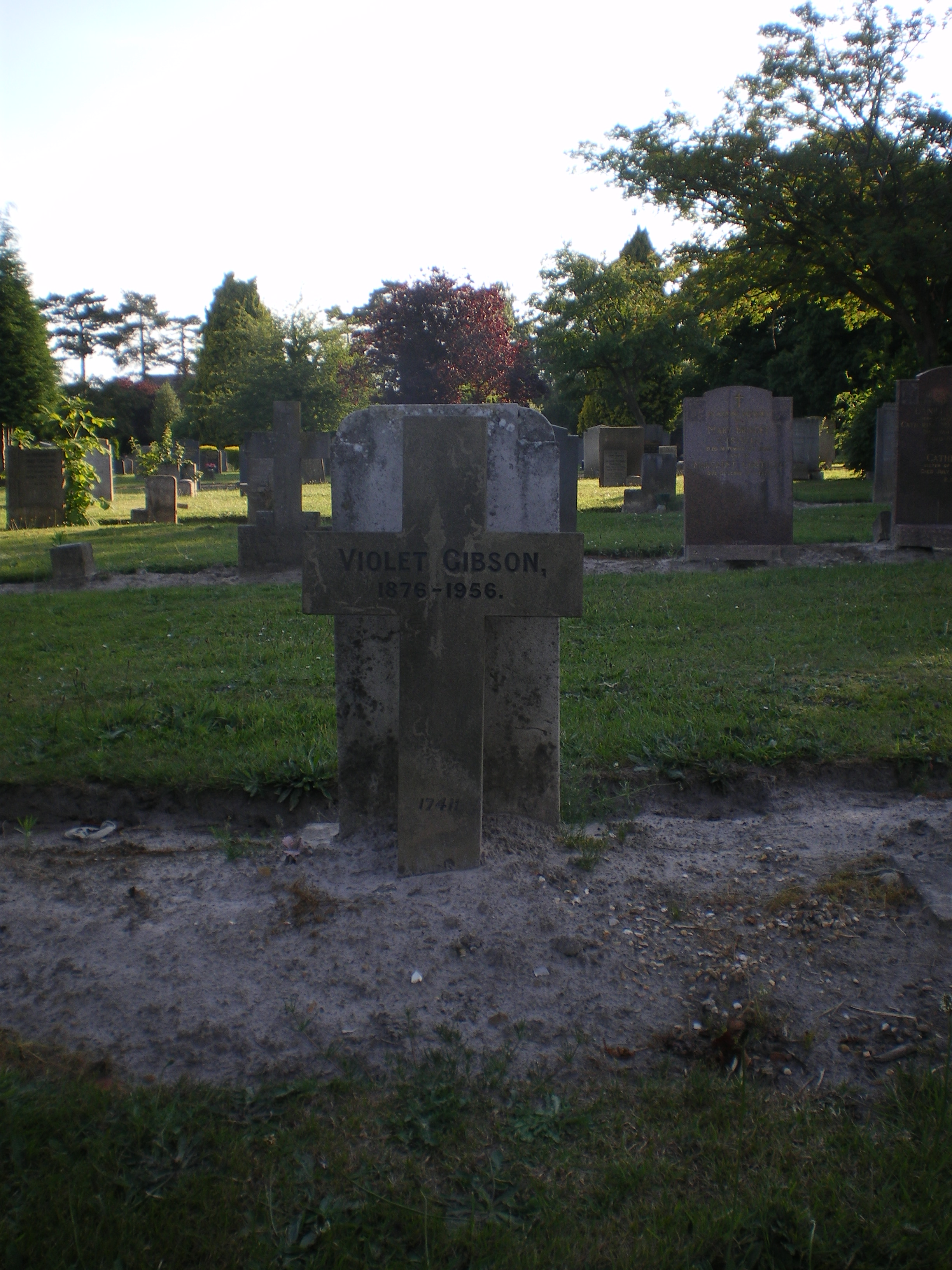
Могила Гибсон в Нортгемптоне

7 апреля 1926 года в Риме 50-летняя Гибсон выстрелила в лицо итальянского премьер-министра Бенито Муссолини, когда он шёл с толпой после произнесения речи. Выстрел был произведён из револьвера St. Etienne 1892. Пуля только оцарапала Муссолини нос. После этого револьвер заклинило, а на Гибсон набросились сторонники Муссолини. От расправы её спасло только вмешательство полиции. Сам Муссолини посчитал ранение «мелочью» и заявил, что не хотел бы умереть от рук «старой, уродливой, отталкивающей» женщины. Попытка убийства ещё больше подняла рейтинг политика.
В полиции Гибсон заявила, что выстрелила в Муссолини, чтобы «прославить Бога». Семья женщины направила итальянскому правительству письмо с извинениями. После непродолжительного ареста в итальянской тюрьме Гибсон была депортирована в Англию. Здесь её признали невменяемой. Гибсон содержали в психиатрической клинике St Andrew’s Hospital вплоть до смерти в 1956 году на 80-м году жизни.
Гибсон была в значительной степени забыта. В 2014 году о ней вышла документальная программа The Irishwoman Who Shot Mussolini на RTÉ Radio 1. В 2021 году Городской совет Дублина одобрил установку мемориальной таблички Гибсон как борцу с фашизмом.